# Sint-Jozefkerk (Vilvoorde)
De Sint-Jozefkerk is de parochiekerk van de wijk Far West (Vilvoorde) in de tot de Vlaams-Brabantse stad Vilvoorde, gelegen aan de Gevaertstraat 24-26.

## Geschiedenis
De kerk werd gebouwd in 1958-1959, mogelijk naar het ontwerp van Simon Brigode.

## Gebouw
Het betreft een eenvoudige zaalkerk onder zadeldak met een voorgevel in zandsteen. In de rest van het gebouw is baksteen en natuursteen verwerkt. De kerk heeft rechthoekige vensters en een klein open klokkentorentje boven het vlak afgesloten koor.